# 伊萨姆·哈拉克
伊薩姆·哈拉克（阿拉伯语：عصام حلاق）在叙利亚内战期間是敘利亞高級軍事指揮官兼空軍參謀長，負責執行空軍的各項行動。